# Lista de vulcões do México
Esta é uma lista de vulcões ativo e extinto no Mexico.

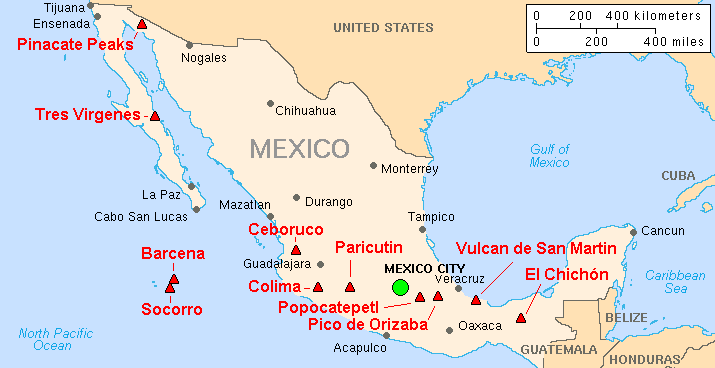

| Nome                                 | Elevação | Elevação | Localização                   | Última erupção               |
| Nome                                 | metros   | pés      | Coordenadas                   | Última erupção               |
| Los Atlixcos                         | 800      | 2625     | 19° 48′ 32″ N, 96° 31′ 34″ O  | —                            |
| Vulcão Bárcena                       | 332      | 1089     | 19° 18′ N, 110° 49′ O         | 1953                         |
| Ceboruco                             | 2280     | 7480     | 21° 07′ 30″ N, 104° 30′ 29″ O | 1875                         |
| Cerro Prieto                         | 223      | 732      | 32° 25′ 05″ N, 115° 18′ 18″ O | Holoceno                     |
| Chichinautzin                        | 3930     | 12,894   | 19° 05′ N, 99° 08′ O          | —                            |
| El Chichón                           | 1060     | 3478     | 17° 20′ N, 93° 12′ O          | 1982                         |
| Cofre de Perote                      | 4282     | 14,049   | 19° 29′ 31″ N, 97° 09′ 00″ O  | —                            |
| Colima                               | 4330     | 14,306   | 19° 31′ N, 103° 37′ O         | 2017                         |
| Comondú-La Purísima                  | 780      | 2559     | 26° 00′ N, 111° 55′ O         | —                            |
| Coronado                             | 440      | 1444     | 29° 04′ 48″ N, 113° 30′ 47″ O | —                            |
| Las Cumbres                          | 3940     | 12,926   | 19° 09′ N, 97° 16′ O          | ~3940 aC                     |
| Las Derrumbadas                      | 3480     | 11,417   | 19° 12′ N, 97° 18′ O          | —                            |
| Campo vulcânico Durango              | 2075     | 6808     | 24° 09′ N, 104° 26′ O         | —                            |
| Campo vulcânico La Gloria            | 3600     | 11,483   | 19° 20′ N, 97° 15′ O          | —                            |
| Guadalupe                            | 1100     | 3609     | 29° 04′ N, 118° 17′ O         | —                            |
| Los Humeros                          | 3150     | 10,335   | 19° 41′ N, 97° 27′ O          | Holoceno                     |
| Iztaccihuatl                         | 5286     | 17,342   | 19° 12′ N, 98° 36′ O          | —                            |
| Campo vulcânico Jaraguay             | 960      | 3150     | 29° 20′ N, 114° 30′ O         | Holoceno                     |
| Jocotitlán                           | 3910     | 12,828   | 19° 43′ 26″ N, 99° 45′ 25″ O  | 1270 ± 75 anos               |
| El Jorullo                           | 3170     | 10,397   | 19° 29′ N, 102° 15′ O         | 1774                         |
| La Malinche                          | 4461     | 14,636   | 19° 14′ N, 98° 02′ O          | —                            |
| Campo vulcânico Mascota              | 2540     | 8399     | 20° 37′ N, 104° 50′ O         | Holoceno                     |
| Campo vulcânico Michoacán–Guanajuato | 3860     | 12,664   | 19° 29′ N, 102° 15′ O         | 1952                         |
| Campo vulcânico Moctezuma            |          |          | 29° 38′ N, 109° 31′ O         | 530.000 ± 200.000 anos atrás |
| Naolinco Volcanic Field              | 2000     | 6562     | 19° 40′ N, 96° 45′ O          | Holoceno                     |
| Nevado de Toluca                     | 4690     | 15,354   | 19° 06′ 29″ N, 99° 45′ 29″ O  | 1350 aC                      |
| Papayo                               | 3600     | 11,811   | 19° 18′ 29″ N, 98° 42′ 00″ O  | Holoceno                     |
| Parícutin                            | 2800     | 9 186    | 19° 30′ N, 102° 12′ O         | 1952                         |
| Pico de Orizaba (Citlaltépetl)       | 5700     | 18,701   | 19° 01′ 01″ N, 97° 16′ 12″ O  | 1687                         |
| Pinacate Peaks                       | 1200     | 3937     | 31° 46′ 19″ N, 113° 29′ 53″ O | —                            |
| Popocatépetl                         | 5426     | 17,802   | 19° 01′ 23″ N, 98° 37′ 19″ O  | 2015                         |
| La Reforma Caldera                   |          | -        | 27° 30′ 29″ N, 112° 23′ 31″ O | —                            |
| Campo vulcânico San Borja            | 1360     | 4462     | 28° 30′ N, 113° 45′ O         | Holoceno                     |
| Isla San Luis                        | 180      | 591      | 29° 48′ 50″ N, 114° 23′ 02″ O | Holoceno                     |
| San Martin Tuxtla                    | 1650     | 5413     | 18° 34′ 12″ N, 95° 19′ 12″ O  | 1796                         |
| Campo vulcânico San Quintín          | 260      | 853      | 30° 28′ 05″ N, 115° 59′ 46″ O | Holoceno                     |
| Sanganguey                           | 2353     | 7677     | 21° 27′ N, 104° 44′ O         | 1742                         |
| Serdan-Oriental                      | 3485     | 11,434   | 19° 16′ N, 97° 28′ O          | Holoceno                     |
| Socorro                              | 1050     | 3445     | 18° 47′ N, 110° 57′ O         | 1993                         |
| Tacaná                               | 4060     | 13,320   | 15° 08′ N, 92° 07′ O          | 1986                         |
| Tilzapotla                           | —        | —        | —                             | —                            |
| Vulcão Tequila                       | 2920     | 9,580    | 20° 47′ N, 103° 51′ O         | Pleistoceno                  |
| Ilha Tortuga                         | 210      | 689      | 27° 23′ 31″ N, 111° 51′ 29″ O | Holoceno                     |
| Tres Virgenes                        | 1940     | 6365     | 27° 25′ N, 112° 35′ O         | 1857                         |
| Zitacuaro-Valle de Bravo             | 3500     | 11,483   | 19° 24′ N, 100° 15′ O         | —                            |